# Norska kustströmmen

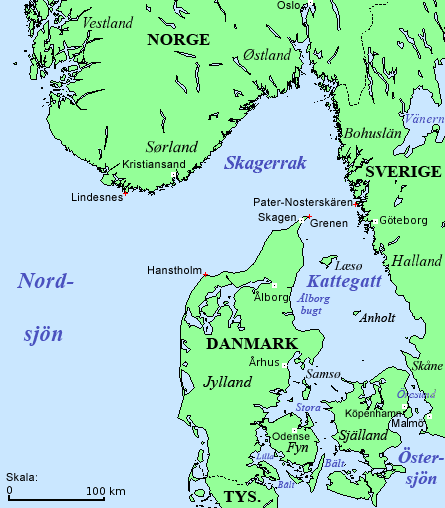
Karta över Nordsjön och Skagerrak

Norska kustströmmen är en havsström i norra Skagerrak och östra Nordsjön som fångar upp vattnet från Baltiska strömmen och Jutska strömmen och transporterar det vidare utefter norska Sörlandet och ut efter Norges västra kust och ut i Atlanten. Vid Norges sydspets kan strömmen få en hastighet på mer än 1.5 m/s (3 knop).